# 哈里·科斯托夫
哈里‧科斯托夫（1959年11月13日—）是北馬其頓Komercijalna banka Skopje銀行的現任CEO和該國的前馬其頓共和國總理。
作為一個無黨籍的人物，當時的2004年6月2日總理選舉後變成茨爾文科夫斯基總統、科斯托夫政府。不久，在同年的11月15日，科斯托夫辭去總理議會。選擇布茨科夫斯基為新總理。